# Skylla

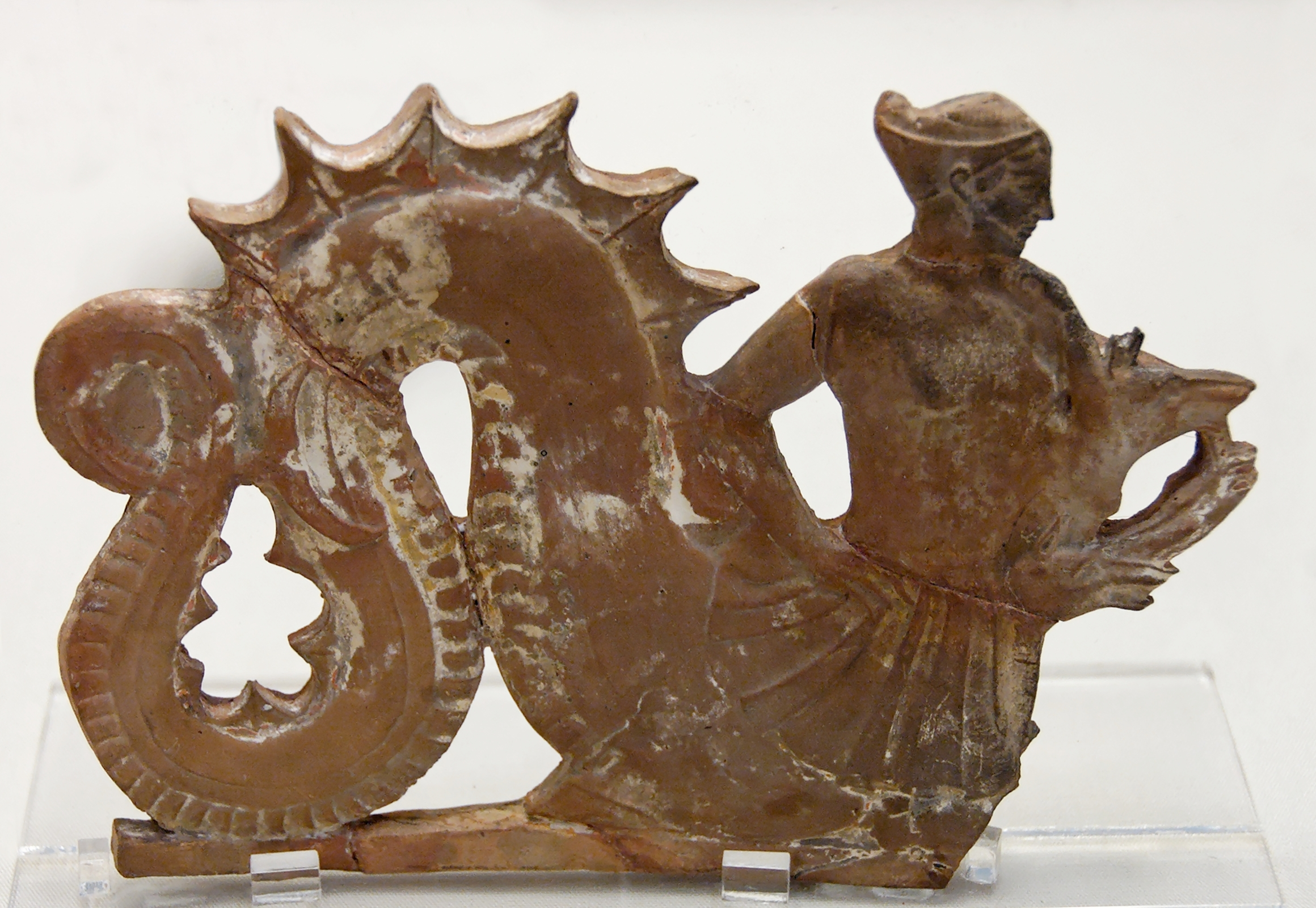
Skylla z ostrova Mélos.

Skylla (řecky Σκύλλα, latinsky Scylla) je v řeckých bájích mořská obluda se šesti hlavami a dvanácti nohama. Je pravděpodobně dcerou mořského boha Forkýna a bohyně mořských vln Krataie. V bájích je nebezpečná plavcům, kteří proplouvají Messinskou úžinou u Sicílie, a její nástrahy vždy násobí druhá příšera na protějším břehu, Charybda.
Její původ stejně jako její původní podoba nejsou jisté, některé pověsti ji uvádějí jako velice krásnou dívku, kterou v obludu proměnila manželka boha Poseidóna Amfitríta ze žárlivosti. V jiných pověstech ji zase proměnila kouzelnice Kirké. Některé pověsti ji uvádějí jako dceru Echidny a Týfóna.
Podrobně je popsána v mýtu o Odysseovi: „…v nitru vysoké skalnaté hory vysoko nad mořem je veliká jeskyně, kolem i vevnitř je hustá mlha, tam bydlí Skylla. Hrůzou před ní se třesou i bohové. Štěká, kňučí a vyje, je strašnější než saň. Má šest párů noh, šest dlouhých krků, na konci každého má velkou hlavu, otevřenou tlamu se třemi řadami velikých zubů. Když pluje kolem loď, těmi tlamami uchvátí i šest plavců najednou. V nižší skále nedaleko od Skylly žije Charybdis, podmořská obluda, která třikrát za den pohlcuje obrovské množství vody, vypije skoro půl moře, až je vidět mořské dno, a třikrát denně tu vodu zase chrlí ven. Je-li nablízku nějaký koráb, celý zmizí v bezedném chřtánu.“
Nejtěžší úsek cesty čekal plavce mezi dravou Skyllou a nenasytnou Charybdis. Odysseus o nich před posádkou raději nemluvil, aby nezkameněli strachem. Přes všechna varování se Skylle postavil na odpor. Se dvěma dlouhými oštěpy přešel na předek lodi, ale to už Skylla natáhla své dlouhé krky a vzala šest plavců, které za chvíli drtila v jeskyni svými velkými zuby. Ostatním ochromeným hrůzou se podařilo v proudech odplout.
Aeneás vypráví o své cestě ze zničené Tróje takto: „Až připlujete k Sicílii, držte se stále vlevo. Musíte se vyhnout mořským příšerám Skylle a Charybdě. Skylla sídlí na pravém břehu, ukrytá v jeskyni. Až k bokům se podobá krásné dívce a svou půvabnou tváří láká koráby ke skále. Dolní část je podobná obludné rybě. Je obrostlá modrými štěkajícími psy.
Na levém břehu je dravá Charybdis, která třikrát denně pohlcuje nesmírné přívaly vod a pak je zase vyvrhuje, pěna stříká až k oblakům.“
V řeckých mýtech se ze spárů Skylly a Charybdy dostaly pouze dvě lodě: loď Argonautů, ovšem tam byl ku pomoci celý roj bohů a bohyň z Olympu a mořských bohů. Druhým zachráněným byl Odysseus, kterému Skylla vzala při prvním průjezdu šest mužů. Posádce se podařilo odplout, po několika dnech však přišla hrozná bouře a vichřice, loď rozštípl blesk a zachránil se pouze Odysseus, jenž se na lodním kýlu doplavil zase zpět ke Skylle a Charybdě, která navíc začala nasávat vodu. Odysseus se vyšvihl na strom ve skále, a teprve když Charybdis vyvrhla stožár i lodní kýl, sedl na něj a vyvázl.